# Dendrortyx
Genre
Dendrortyx est un genre d'oiseaux de la famille des Odontophoridae.

## Liste d'espèces
Selon la classification de référence du Congrès ornithologique international (version 15.1, 2025) :
- Dendrortyx leucophrys (Gould, 1844) — Colin à sourcils blancs ;
- Dendrortyx macroura (Jardine & Selby, 1828) — Colin à longue queue ;
- Dendrortyx barbatus Gould, 1846 — Colin barbu.

## Répartition
Les espèces de ce genre se rencontrent en Amérique centrale.